# Windows Media Player
Windows Media Player (съкратено WMP) е мултимедиен плейър и приложение на Microsoft за организиране на медийни файлове. Използва се за възпроизвеждане на аудио, видео, както и за разглеждане на изображения на устройства, използващи операционните системи Microsoft Windows и Windows Mobile. Версии на Windows Media Player има и за операционните системи Mac OS, Mac OS X и Solaris, но развитието им е преустановено.
Windows Media Player има и способността да сваля и записва музика от и на компактдискове, да създава Audio CD-та и да синхронизира съдържанието с дигитални аудио плейъри (например MP3 плейър) или други подобни устройства, също така предлага място за пазаруване на музика от няколко музикални онлайн магазини.
Windows Media Player заменя един по-стар софтуер, наречен Media Player, добавяйки нови свойства при възпроизвеждането на аудио и видео.

## Версии

### Windows Media Player 11
Windows Media Player 11 е версия, достъпна за Windows XP и включена в Windows Vista и Windows Server 2008. Основните файлови формати са Windows Media Video (WMV), Windows Media Audio (WMA) и Advenced Systems Format (ASF) и работи със свой собствен плейлист формат, базиран на XML, наречен Windows Playlist (WPL). Плейърът има и възможността да си служи с технологията DRM под формата на Windows Media DRM.

### Windows Media Player 12
Windows Media Player 12 е най-новата версия на Windows Media Player. Излязла е на 22 октомври 2009 г. заедно с операционната система Windows 7. Не е излизала по-нова версия с пускането на Windows 8, Windows 8.1 и Windows 10.